# Paraphidippus
Paraphidippus (лат.) — род аранеоморфных пауков из подсемейства Dendryphantinae в семействе пауков-скакунов (Salticidae). Представители этого рода обитают на островах в Карибском море, в Центральной и Северной Америке.

## Виды
- Paraphidippus aurantius[1] (Lucas, 1833) — от США до Панамы, Большие Антильские острова
- Paraphidippus basalis[2] (Banks, 1904) — США
- Paraphidippus disjunctus (Banks, 1898) — от Мексики до Коста-Рики
- Paraphidippus fartilis[3] (Peckham & Peckham, 1888) — от США до Коста-Рики
- Paraphidippus fulgidus (C. L. Koch, 1846) — Мексика
- Paraphidippus funebris (Banks, 1898) — от Мексики до Коста-Рики
- Paraphidippus fuscipes (C. L. Koch, 1846) — Мексика
- Paraphidippus incontestus (Banks, 1909) — Коста-Рика
- Paraphidippus inermis F. O. P.-Cambridge, 1901 — от Мексики до Коста-Рики
- Paraphidippus laniipes F. O. P.-Cambridge, 1901 — Мексика
- Paraphidippus luteus (Peckham & Peckham, 1896) — Гондурас, Коста-Рика
- Paraphidippus mexicanus (Peckham & Peckham, 1888) — Мексика
- Paraphidippus nigropilosus (Banks, 1898) — МЕксика
- Paraphidippus nitens (C. L. Koch, 1846) — Мексика